# عبور از مرز (فیلم ۲۰۱۹)
عبور از مرز (به انگلیسی: Crossing the Border) فیلمی به کارگردانی هو مِنگ محصول سال ۲۰۱۹ است.

## داستان
در میان تعطیلات تابستانی، نینگ‌نینگ، پسربچه هفت‌ساله، به حومه شهر بازگردانده می‌شود تا پدربزرگ هفتاد ساله‌اش، لی فوچانگ از او مراقبت کند. در این میان لی به‌طور اتفاقی اطلاعات تماس یکی از دوستان قدیمی‌اش را پیدا می‌کند و متوجه می‌شود که او سکته کرده و درحال مرگ است. به همین دلیل تصمیم می‌گیرد به همراه نوه‌اش و با استفاده از موتورسیکلت، برای دیدار با دوستش مسیری ۵۰۰ کیلومتری را طی کند. در این مسیر آنها با یک جوانِ ناامید از زندگی، یک راننده کامیون میانسالِ بدخلق و یک زنبوردار مسن و تنها روبرو می‌شوند. در مواجهه با این افراد، دیالوگ‌هایی فلسفی دربارهٔ مرگ و خاطره میان پدربزرگ و نوه برقرار می‌شود.

## جشنواره جهانی فیلم فجر
این فیلم در بخش جلوه‌گاه شرق سی و هفتمین جشنواره جهانی فیلم فجر حضور داشت. این جشنواره از ۲۹ فروردین تا ۶ اردیبهشت ۱۳۹۸ در شهر تهران برگزار شد.